# Hyalyris mestra
Hyalyris mestra är en fjärilsart som beskrevs av Carl Heinrich Hopffer 1874. Hyalyris mestra ingår i släktet Hyalyris och familjen praktfjärilar. Inga underarter finns listade i Catalogue of Life.